# 君は愛されるため生まれた
「君は愛されるため生まれた」（きみはあいされるためうまれた、朝鮮語: 당신은 사랑받기 위해 태어난 사람）は韓国人のイ・ミンソプ牧師が作詞作曲したワーシップソング。
日本語訳は河野勇一牧師。

## レコード
- 『きみは愛されるため生まれた』all for you（イ・ミンソプ公認訳のCDと楽譜）いのちのことば社55周年記念アルバム
- 『もうひとつの実を望まれ』（CDと楽譜）いのちのことば社 2006